# Xysticus ghigii
Xysticus ghigii is een spinnensoort uit de familie van de krabspinnen (Thomisidae).
De wetenschappelijke naam van de soort werd in 1938 gepubliceerd door Lodovico di Caporiacco.